# Protofeaella peetersae
Protofeaella, Protofeaellinae
Sous-famille
Genre
Espèce
Protofeaella peetersae, unique représentant du genre Protofeaella et de la sous-famille fossile de Protofeaellinae, est une espèce fossile de pseudoscorpions de la famille des Feaellidae.

## Description
L'holotype mesure 1,64 mm de long sur 0,87 mm.

## Classification
Cette espèce a été décrite par Henderickx en 2016.
Ce genre a été décrit par Henderickx en 2016 dans les Feaellidae.
Cette sous-famille a été décrite par Kolesnikov, Turbanov, Eskov, Propistsova et Bashkuev en 2022.

### Étymologie
Cette espèce est nommée en l'honneur de Marijke Peeters.

### Distribution
Cette espèce a été découverte dans de l'ambre de Birmanie dans la vallée de Hukawng. Elle date du Crétacé.

### Publications originales
- Henderickx & Boone, 2016 : « The basal pseudoscorpion family Feaellidae Ellingsen, 1906 walks the earth for 98.000.000 years: an new fossil genus has been found in Cretaceous Burmese amber (Pseudoscorpiones: Feaellidae). » Entomo-Info, vol. 27, no 1, p. 7-13 (en).
- Kolesnikov, Turbanov, Eskov, Propistsova & Bashkuev, 2022 : « First non-amber Mesozoic pseudoscorpion from Upper Triassic deposits of eastern Europe, with a description of two new fossil subfamilies (Arachnida, Pseudoscorpiones, Feaellidae). » Papers in Palaeontology, vol. 8, no 5, e1466 p. 1–14.